# Khan-Forschungszentrum
Das Khan-Forschungszentrum, englisch Khan Research Laboratories, ist ein Komplex von Forschungseinrichtungen in Kahuta, Pakistan. Es ist nach dem Maschinenbauingenieur Abdul Kadir Khan benannt. Die Laboratorien entstanden in den 1970er Jahren und sind mit der Entwicklung der ersten pakistanischen Atomwaffen, die im Project-706 entwickelt wurden, verbunden. Zu den weiteren Projekten zählt die Entwicklung der Mittelstreckenrakete Ghauri.

## Weblink
- Website des Forschungszentrums

Koordinaten: 33° 37′ 16″ N, 73° 22′ 41,2″ O